# Nüziders
Nüziders település Ausztria legnyugatibb tartományának, Vorarlbergnek a Bludenzi járásában található. Területe 22,16 km², lakosainak száma 4 856 fő, népsűrűsége pedig 220 fő/km² (2014. január 1-jén). A település 562 méteres tengerszint feletti magasságban helyezkedik el.
A település részei:
| - Nüziders (Dorf) - Grafen - Vadatsch - Außerbach/Bad Sonnenberg - Wingert | - Tschalenga - Im Hag - Siedlung Blumenau - Daneu - Hasensprung | - Hinteroferst - Laz - Lutafaz (lakatlan) - Muttersberg - Zoll |

## Fordítás
- Ez a szócikk részben vagy egészben  a   Nüziders című angol Wikipédia-szócikk ezen változatának fordításán alapul.  Az eredeti cikk szerkesztőit annak laptörténete sorolja fel. Ez a jelzés csupán a megfogalmazás eredetét és a szerzői jogokat jelzi, nem szolgál a cikkben szereplő információk forrásmegjelöléseként.